# Ihor Vorontchenko
Ihor Vorontchenko (ukrainien : Воронченко Ігор Олександрович), né le 22 août 1964, est un officier ukrainien. Il est le commandant de la marine ukrainienne de 2016 à 2020.

## Carrière
Il prête serment à la nation ukrainienne en 1992 et s'engage dans la Garde nationale ukrainienne. De 1998 à 2003, il est commandant du 501e bataillon de marine en Crimée, il avait été fait prisonnier par les russes lors de l'annexion de la Crimée. Ensuite il devient en décembre 2003 un membre de la marine, avant de servir dans les garde-côtes.